# Stranvaesia nussia
Stranvaesia nussia är en rosväxtart som först beskrevs av David Don, och fick sitt nu gällande namn av Joseph Decaisne. Stranvaesia nussia ingår i släktet Stranvaesia och familjen rosväxter. Utöver nominatformen finns också underarten S. n. angustifolia.